# 比肯海德
比肯海德是德国莱茵兰-普法尔茨州的一个市镇。总面积2.93平方公里，总人口3142人，其中男性1525人，女性1617人（2011年12月31日），人口密度1 072人/平方公里。